# Список військових машин ХКБМ

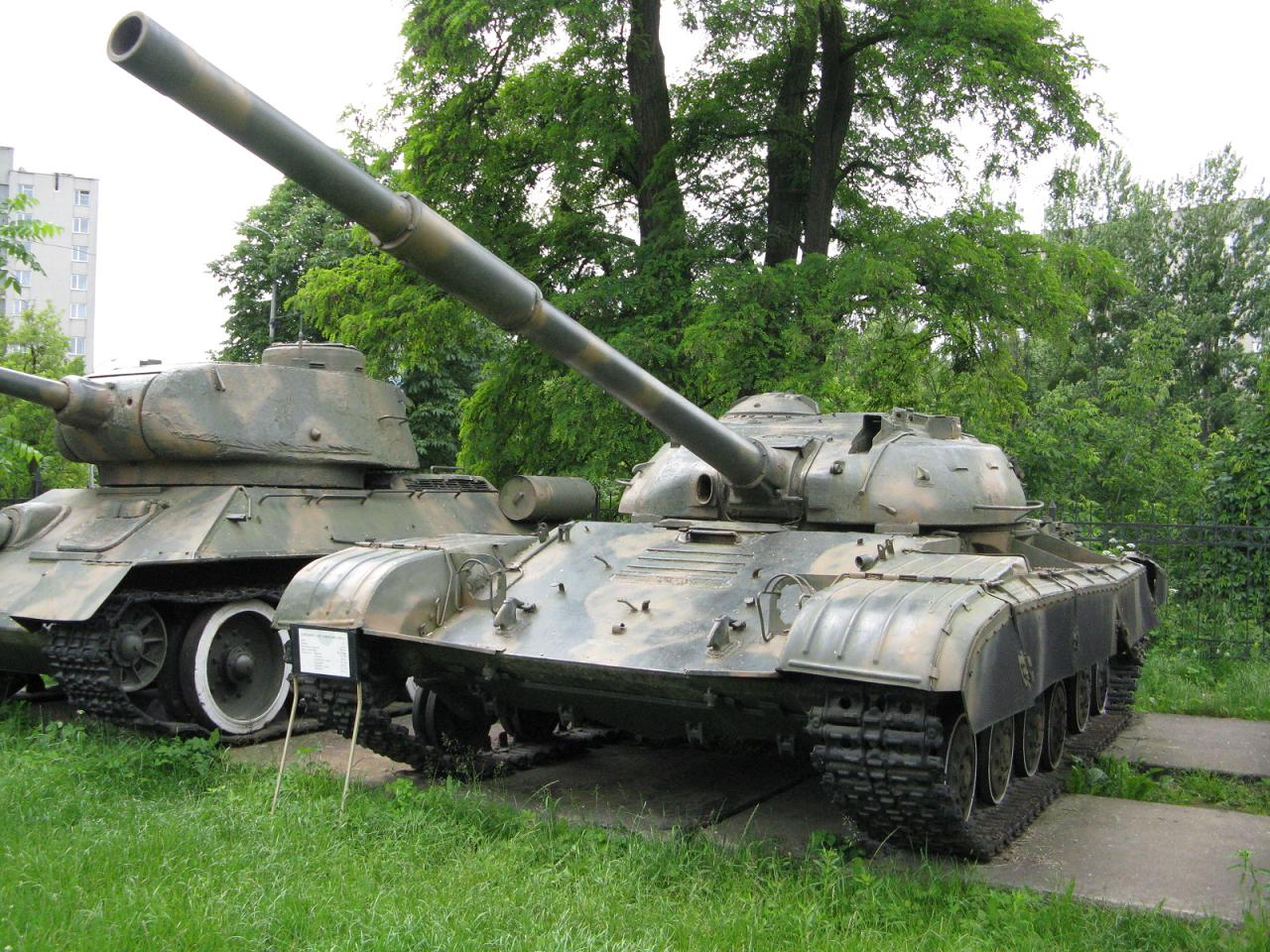
Т-64 (спереду) та Т-34-85, знакові машини, розроблені Олександром Морозовим

Харківське конструкторське бюро з машинобудування (ХКБМ) — радянське та українське підприємство, що створювало броньовану техніку та спеціальні машини, серед яких танки серії БТ, Т-34, Т-54, Т-64, БМ «Булат», БМ «Оплот» і БТР-4. Список моделей військових машин, розроблених ХКБМ та іншими конструкторськими бюро, що ввійшли до його складу, містить серійні зразки, а також проєкти та прототипи.

## Умовні позначення
Заводи та конструкторські бюро (КБ) змінювали свої назви впродовж історії, тому для уникнення плутанки та забезпечення сортування в таблиці використано низку умовних позначень:
- ХКБМ у різні періоди позначено історичними назвами: ТКГ ХПЗ, КБ Т2К, КБ-24, КБ-35, КБ-190, КБ-520, КБ-60М і ХКБМ, однак їхнє сортування уніфіковане. Інші КБ при заводі:
  - КБ-61 — бюро з розробки гусеничних тягачів і спеціальної техніки;
  - КБ-62 — бюро з розробки вогнеметних танків.
- ХПЗ (Харківський паровозобудівний завод № 183) — для періоду з 1927 до 1941, коли завод перебував у Харкові.
- УТЗ (Уральський танковий завод № 183) — завод у Нижньому Тагілі, утворений 1941 року злиттям Уралвагонзавода та евакуйованого ХПЗ.
- ХЗТМ (Харківський завод транспортного машинобудування, він же завод № 75 або Завод імені Малишева) — відновлений танковий завод у Харкові, що розпочав роботу 1944 року.
- Для інших заводів, крім зазначених вище, та у випадках, коли назва КБ невідома, наведено лише назву заводу.

Курсивом виділено назви зразків, що залишились проєктами, прототипами або мають невідомий статус.

## Гусенична бойова техніка

### Основні типи танків
Головною спеціалізацією ХКБМ упродовж історії було створення основних типів танків: легких, середніх, важких, основних бойових танків (ОБТ) і деякі інші.
| Фото | Назва                                  | Індекс ГБТУ | Тип                    | Розробка   | Випуск       | Кількість                  | Розробник           | Виробник                 | Коментар                                                                                          |
| ---- | -------------------------------------- | ----------- | ---------------------- | ---------- | ------------ | -------------------------- | ------------------- | ------------------------ | ------------------------------------------------------------------------------------------------- |
|      | Т-12                                   |             | маневровий танк        | 1928–1930  | —            | прототип                   | ГКБ ГАТ, ТКГ ХПЗ    | ХПЗ                      | Перша спроба створення танка на ХПЗ.                                                              |
|      | Т-24                                   |             | маневровий танк        | 1930–1931  | 1931         | 25                         | КБ Т2К              | ХПЗ                      | Перша власна розробка танкового КБ на ХПЗ.                                                        |
|      | Т-35                                   |             | важкий танк            | 1930–1932  | 1933–1939    | 61                         | ОКМО, КБ-35         | ХПЗ                      | Важкий танк, розроблений ОКМО, єдиний у світі серійний танк з 5 баштами.                          |
|      | БТ-2                                   |             | легкий танк            | 1930–1931  | 1932–1933    | 620                        | КБ Т2К, Джон Крісті | ХПЗ                      | Заснований на проєктах Джона Крісті. Перший танк серії БТ.                                        |
|      | БТ-5                                   |             | легкий танк            | 1932       | 1933–1934    | 1884                       | КБ Т2К              | ХПЗ                      | БТ-2 з новою баштою та 45-мм гарматою.                                                            |
|      | БТ-6                                   |             | легкий танк            | 1932       | —            | прототип                   | КБ Т2К              | ХПЗ                      | Проєкт танка з великим радіусом дії.                                                              |
|      | БТ-7                                   |             | легкий танк            | 1933–1934  | 1934–1939    | 4613                       | КБ Т2К / КБ-190     | ХПЗ                      | БТ-5 зі зварним корпусом і потовщеною бронею.                                                     |
|      | БТ-7М (БТ-8)                           |             | легкий танк            | 1936       | 1939–1940    | 788                        | КБ-190              | ХПЗ                      | БТ-7 з дизельним двигуном В-2.                                                                    |
|      | А-20                                   |             | середній танк          | 1938–1939  | —            | прототип                   | КБ-24               | ХПЗ                      | Колісно-гусеничний танк, розвиток серії БТ з новим компонуванням броні.                           |
|      | А-32                                   |             | середній танк          | 1938–1939  | —            | прототип                   | КБ-24               | ХПЗ                      | Аналог А-20 на гусеничному шасі з посиленим бронюванням і 76-мм гарматою, основний прототип Т-34. |
|      | Т-34 (довоєнний випуск)                |             | середній танк          | 1939–1940  | 1940–1941    | 1225 (931 на ХПЗ)          | КБ-520              | ХПЗ, СТЗ                 | Новітній танк з посиленою бронею та 76-мм гарматою.                                               |
|      | Т-34М                                  |             | середній танк          | 1941       | —            | проєкт                     | КБ-520              | —                        | Проєкт модернізованого Т-34 з торсіонною підвіскою та збільшеною баштою.                          |
|      | Т-44 (А-44)                            |             | середній / важкий танк | 1941       | —            | проєкт                     | КБ-520              | —                        | Проєкт танка з заднім розташуванням основної башти.                                               |
|      | Т-34 (воєнний випуск)                  |             | середній танк          | 1941       | 1941–1944    | 32 642                     | КБ-520 евак.        | УТЗ, ОЗТМ, УЗТМ, ЧС, ЧКЗ | Спрощений танк, адаптований до серійного виробництва в умовах війни.                              |
|      | Т-43                                   |             | середній танк          | 1942–1943  | —            | прототип                   | КБ-520 евак.        | УТЗ                      | Проєкт модернізованого Т-34 з торсіонною підвіскою та збільшеною баштою.                          |
|      | Т-34-85                                | 135         | середній танк          | 1943       | 1944–1946    | 23 000+                    | КБ-520 евак.        | УТЗ, ОЗТМ, ЧС, ЧКЗ       | Т-34 з модифікованою баштою від Т-43 та 85-мм гарматою.                                           |
|      | Т-44                                   | 136         | середній танк          | 1942–1944  | 1944–1947    | 1823                       | КБ-520 евак.        | ХЗТМ                     | Розвиток Т-34 з покращеним компонуванням і торсіонною підвіскою.                                  |
|      | Т-34-100                               |             | середній танк          | 1945       | —            | прототип                   | КБ-520 евак.        | УТЗ                      | Т-34 зі 100-мм гарматою.                                                                          |
|      | Т-54                                   | 419         | середній танк / ОБТ    | 1944–1947  | 1947–1955    | 10 670                     | КБ-520 евак.        | УВЗ, ХЗТМ, ОЗТМ          | Розвиток Т-44 з посиленою бронею та 100-мм гарматою, основа майбутніх Т-55 і Т-62.                |
|      | Об'єкт 416                             | 416         | середній танк / ПТ САУ | 1947–1953  | —            | прототип                   | КБ-60М              | ХЗТМ                     | Спроба створення бойової машини з екіпажем, повністю розміщеним у башті.                          |
|      | Об'єкт 430                             | 430         | середній танк / ОБТ    | 1952–1959  | —            | прототип                   | КБ-60М              | ХЗТМ                     | Спроба створення повністю нового танка, ранній прототип Т-64.                                     |
|      | Т-64                                   | 432         | ОБТ                    | 1959–1963  | 1963–1969    | 1291                       | КБ-60М              | ХЗТМ                     | Ранній Т-64 зі 115-мм гарматою, перший серійний танк з АЗ та композитною бронею.                  |
|      | Т-64А                                  | 434         | ОБТ                    | 1963–1967  | 1969–1985    | ~4600                      | КБ-60М / ХКБМ       | ХЗТМ                     | Варіант Т-64 зі 125-мм гарматою, випускався паралельно з Т-64Б.                                   |
|      | Т-74                                   | 450         | ОБТ                    | 1972–1976  | —            | проєкт                     | ХКБМ                | —                        | Проєкт танка з повністю ізольованим від екіпажу озброєнням на шасі Т-64.                          |
|      | Т-64Б                                  | 447А        | ОБТ                    | 1973–1976  | 1976–1985    | ~5400                      | ХКБМ                | ХЗТМ                     | Варіант Т-64 з керованим озброєнням та новою системою керування вогнем.                           |
|      | Т-64БВ                                 | 447А        | ОБТ                    | 1982–1985  | 1985–1987    | невідома кількість         | ХКБМ                | ХЗТМ                     | Варіант Т-64Б з динамічним захистом «Контакт-1».                                                  |
|      | Об'єкт 476 («Кедр»)                    | 476         | ОБТ                    | 1974–1979  | —            | прототип                   | ХКБМ                | ХЗТМ                     | Т-64 з дизельним двигуном 6ТД.                                                                    |
|      | Об'єкт 478                             | 478         | ОБТ                    | 1976–1981  | —            | прототип                   | ХКБМ                | ХЗТМ                     | Т-80 з дизельним двигуном 6ТД, прототип Т-80УД.                                                   |
|      | Об'єкт 490                             | 490         | ОБТ                    | 1977–1991  | —            | проєкт                     | ХКБМ                | —                        | Низка проєктів перспективного танка з нетиповим компонуванням.                                    |
|      | Об'єкт 477 («Боксер», «Молот», «Нота») | 477         | ОБТ                    | 1984–2021  | —            | прототип                   | ХКБМ                | ХЗТМ                     | Низка проєктів перспективного танка з ізольованим озброєнням.                                     |
|      | Т-80У                                  | 219АС       | ОБТ                    | 1977–1983  | 1987–1990-ті | кілька сотень (45 на ХЗТМ) | ЛКЗ, ХКБМ           | ОЗТМ, ХЗТМ               | Варіант Т-80 з бойовим відділенням, розробленим у ХКБМ.                                           |
|      | Т-80УД (СРСР)                          | 478Б        | ОБТ                    | 1977–1993  | 1985–1992    | кілька сотень              | ХКБМ                | ХЗТМ                     | Варіант Т-80У з дизельним двигуном 6ТД.[⇨]                                                        |
|      | Т-80УД (Україна)                       | 478БЕ       | ОБТ                    | 1993–1999  | 1997–1999    | ~175                       | ХКБМ                | ХЗТМ                     | Локалізована версія Т-80УД для Пакистану.[⇨]                                                      |
|      | Т-84 «Оплот»                           | 478ДУ9      | ОБТ                    | 1993–1999  | 1997–2003    | 10                         | ХКБМ                | ХЗТМ                     | Розвиток Т-80УД в незалежній Україні.                                                             |
|      | Т-84-120 «Ятаган»                      | 478Н1       | ОБТ                    | 1999       | —            | прототип                   | ХКБМ                | ХЗТМ                     | Т-84 зі 120-мм гарматою зразка НАТО та автоматом заряджання в забаштовій ніші.                    |
|      | Т-64БМ «Булат»                         | 447АМ1      | модернізація           | 1999–2004  | 2005–?       | ~100                       | ХКБМ                | ХЗТМ                     | Глибока модернізація Т-64.                                                                        |
|      | Оплот-М                                | 478ДУ9-1    | ОБТ                    | 2008       | 2014–2018    | 50+                        | ХКБМ                | ХЗТМ                     | Найсучасніший варіант з родини Т-84.                                                              |
|      | Т-64Б1М                                | ХЗТМ        | модернізація           | 2013–2014  | 2014–2016    | ~50                        | ХКБМ                | ХЗТМ                     | Модернізація Т-64Б1 для ДР Конго з ДЗ «Ніж».                                                      |
|      | Т-64 «Краб»                            |             | модернізація           | 2019–2020+ | —            | проєкт                     | ХКБМ                | —                        | Дослідно-конструкторська робота з модернізації Т-64.                                              |

Крім того, КБ розробило низку менш важливих проєктів модернізації для Т-54, Т-55 (Т-55АГМ / Tifon II), Т-62, Т-64 та Т-72 (Т-72-120, Т-72АГ/АМГ/УМГ), M60 (M60A3-84) тощо, що могли б здійснюватись на танкоремонтних заводах.

### Спеціальні танки та інші ББМ
Крім лінійних танків бюро створювало танки спеціального призначення: артилерійські, вогнеметні та командирські. Розробленням других після німецько-радянської війни займався окремий відділ 62 (КБ-62) на заводі. 1962 року його було включено до складу ХКБМ. Також бюро створило низку дослідних бойових машин піхоти (БМП).
| Фото | Назва      | Індекс ГБТУ | Тип                  | Розробка      | Випуск        | Кількість | Розробник    | Виробник      | Коментар                                                                |
| ---- | ---------- | ----------- | -------------------- | ------------- | ------------- | --------- | ------------ | ------------- | ----------------------------------------------------------------------- |
|      | БТ-7А      |             | артилерійський танк  | 1934–1935     | 1936–1937     | 134       | КБ-190       | ХПЗ           | Артилерійський варіант БТ-7 з 76-мм гарматою.                           |
|      | ОТ-34-76   |             | вогнеметний танк     | 1941          | 1941–1944     | 1170      | КБ-520 евак. | УТЗ, ЧС, ОЗТМ | Вогнеметний танк на базі Т-34-76.                                       |
|      | ТО-54      | 481         | вогнеметний танк     | 1952          | 1955–1959     | 110       | КБ-62        | ХЗТМ          | Вогнеметний танк на базі Т-54.                                          |
|      | ТО-55      | 482         | вогнеметний танк     | 1957          | 1961–1973     | 830       | КБ-62        | ХЗТМ, ОЗТМ    | Вогнеметний танк на базі Т-55.                                          |
|      | Об'єкт 483 | 483         | вогнеметний танк     | 1957–1959     | 1959          | —         | КБ-62        | ХЗТМ          | Вогнеметний танк на базі Т-55.                                          |
|      | Т-64АК     | 446         | командирський танк   | разом з Т-64А | разом з Т-64А | 780       | ХКБМ         | ХЗТМ          | Т-64Б з додатковим комунікаційним і навігаційним обладнанням.           |
|      | Т-64БК     | 446Б        | командирський танк   | разом з Т-64Б | разом з Т-64Б | 57        | ХКБМ         | ХЗТМ          | Т-64Б з додатковим комунікаційним і навігаційним обладнанням.           |
|      | БМТ-72     |             | бойова машина піхоти | невідомо      | —             | прототип  | ХКБМ         | —             | Т-72 з силовим відділенням від Т-84 та десантним відділенням на 5 осіб. |
|      | БТМП-84    |             | бойова машина піхоти | невідомо      | —             | прототип  | ХКБМ         | —             | Т-84 з десантним відділенням на 5 осіб.                                 |
|      | БМП-У      |             | бойова машина піхоти | 2018–?        | —             | проєкт    | ХКБМ         | —             | Проєкт машини для заміни БМП-1 та БМП-2.                                |

## Гусеничні тягачі та спеціальні машини
Розробленням артилерійських тягачів і спеціальних машин на заводі займався відділ 61 (КБ-61). 1987 року його було включено до складу ХКБМ.

### Тягачі
| Фото | Назва          | Індекс ГБТУ | Тип                  | Розробка           | Випуск    | Кількість       | Розробник | Виробник | Коментар                                                                                 |
| ---- | -------------- | ----------- | -------------------- | ------------------ | --------- | --------------- | --------- | -------- | ---------------------------------------------------------------------------------------- |
|      | «Комунар»      |             | трактор, тягач       | 1924               | 1924–1931 | ~3700           | ХПЗ       | ХПЗ      | Трактор і тягач на основі німецького Hanomag, який надав КБ досвід для створення танків. |
|      | «Комінтерн»    |             | артилерійський тягач | 1931–1933          | 1934–1940 | 1798            | ХПЗ       | ХПЗ      | На елементах шасі Т-24.                                                                  |
|      | «Ворошиловець» |             | артилерійський тягач | 1935–1938          | 1939–1942 | 1123            | ХПЗ       | ХПЗ, СТЗ | На елементах шасі Т-24.                                                                  |
|      | АТ-42 та АТ-45 |             | артилерійський тягач | під час НРВ        | 1944      | дослідна партія | ХПЗ евак. | УТЗ      | Спроби створення тягачів на шасі Т-34.                                                   |
|      | АТ-Т           | 401         | транспортер-тягач    | кінець 1940-х      | 1950–1979 | масовий випуск  | КБ-61     | ХЗТМ     | Багатоцільовий тягач на шасі Т-54.                                                       |
|      | МТ-Т «Еней»    | 429АМ       | транспортер-тягач    | сер. 1960-х – 1979 | 1979–1991 | масовий випуск  | КБ-61     | ХЗТМ     | Багатоцільовий тягач на шасі Т-64.                                                       |

### Спеціальні машини
На основі АТ-Т, МТ-Т та інших було створено низку спеціальних машин.
| Фото | Назва           | Індекс ГБТУ | Тип                         | Статус     | Розробник  | Коментар     |
| ---- | --------------- | ----------- | --------------------------- | ---------- | ---------- | ------------ |
|      | Харків'янка     | 404         | всюдихід                    | мала серія | КБ-61, ХАЗ | на базі АТ-Т |
|      | БАТ-1           | 405У        | шляхопрокладач              | серійний   | КБ-61      | на базі АТ-Т |
|      | БТМ             | 409         | траншейна машина            | серійний   | КБ-61      | на базі АТ-Т |
|      | БТМ-3           | 409У        | траншейна машина            | серійний   | КБ-61      | на базі АТ-Т |
|      | МДК-2М          | 409МУ       | машина для риття котлованів | серійний   | КБ-61      | на базі АТ-Т |
|      | МТУ             | 412         | мостовкладач                | серійний   | КБ-61      | на базі Т-54 |
|      | МДК-3           | 453         | машина для риття котлованів | серійний   | КБ-61      | на базі МТ-Т |
|      | БАТ-2           | 454         | шляхопрокладач              | мала серія | КБ-61      | на базі МТ-Т |
|      | БРЕМ-84 «Атлет» | 478БП       | БРЕМ                        | мала серія | ХКБМ       | на шасі Т-84 |

## Колісна техніка
Після здобуття Україною незалежності конструкторське бюро почало займатись модернізацією колісної техніки, як БТР-60, БТР-70 та БРДМ-2. Накопичений досвід дозволив створити перші власні зразки до початку 2000-х років.
| Фото | Назва         | Тип                | Розробка  | Випуск      | Кількість     | Розробник | Виробник         | Коментар                                                     |
| ---- | ------------- | ------------------ | --------- | ----------- | ------------- | --------- | ---------------- | ------------------------------------------------------------ |
|      | БТР-3         | бронетранспортер   | з 2000    | ~2006–2021+ | кілька сотень | ХКБМ      | КБТЗ             | Серія бронетранспортерів на базі БТР-80.                     |
|      | Дозор-А       | автомобіль         | 2001–?    | —           | прототип      | ХКБМ      | —                | Неброньований багатоцільовий автомобіль.                     |
|      | Дозор-Б       | бронеавтомобіль    | 2001–2015 | 2016        | мала серія    | ХКБМ      | ЛБТЗ             | Броньований багатоцільовий автомобіль.                       |
|      | БТР-4         | бронетранспортер   | з 2003    | ~2011–2023+ | кілька сотень | ХКБМ      | ХКБМ, КБТЗ, ЖБТЗ | Серія бронетранспортерів нової розробки. [⇨]                 |
|      | БММ-4С        | БММ                | ~2011     | невідомо    | невідомо      | ХКБМ      | невідомо         | Броньована медична машина на базі БТР-4.                     |
|      | БРЕМ-4        | БРЕМ               | ~2011     | невідомо    | невідомо      | ХКБМ      | невідомо         | БРЕМ на базі БТР-4.                                          |
|      | Верба         | РСЗВ               | 2015–2019 | 2019–?      | невідомо      | ХКБМ      | невідомо         | Модернізована версія БМ-21 «Град» на шасі КрАЗ-6322.         |
|      | Грім-2 (шасі) | важке колісне шасі | з 2013    | невідомо    | невідомо      | ХКБМ      | невідомо         | ХКБМ проводило розроблення шасі на замовлення КБ «Південне». |
|      | БТР-4МВ       | бронетранспортер   | ~2017     | —           | прототип      | ХКБМ      | —                | Модифікований варіант БТР-4.                                 |

## Вплив на розробки інших виробників
Нижче наведено техніку, що була розроблена іншими заводами та конструкторськими бюро на основі розробок ХКБМ.
- Т-55 та Т-62 — розвиток Т-54 на Уралвагонзаводі.
- Т-72 — спрощений та здешевлений танк на основі Т-64 з двигуном В-46, розроблений на Уралвагонзаводі.
- Т-80 — танк на основі Т-64 з газотурбінним двигуном, створений на ленінградському Кіровському заводі.
- Т-80БВ і Т-80У — використали корпус Т-80 і бойові відділення, розроблені ХКБМ.
- Т-64БВ зразка 2017 року, Т-64БМ2 — українські модернізації танків, розроблені та здійснювані ХБТЗ.
- Oncilla — польська ліцензійна копія бронеавтомобіля «Дозор-Б».